# Branko Šegović
Branko Šegović (23. ožujka 1922. − Split, 26. rujna 2019.) je bio hrvatski koreograf, plesni pedagog, nogometaš, etnolog, amaterski fotograf i kolekcionar.

## Životopis
Prvo je zaigrao u klubu Splitu kao devetogodišnjak, kamo ga je odveo splitski drvodjelac Pave Alujević, veliki navijač Splita, skupa sa svojim sinom. Trenirao ih je Luka Kaliterna koji je tad bio u svađi s upravom Hajduka. Zaigrao je prvo na mjestu centarhalfa. Kad im se prije jedne utakmice protiv Orkana u Dugom Ratu ozlijedio vratar, zamijenio ga je i nastavio se je baviti nogometom kao vratar. U Splitu je bio jednu sezonu, dok se Kaliterna nije pomirio s Hajdukom i tad je poveo sa sobom šest-sedam igrača iz Splita. Nije dugo ostao u Hajduku jer mu je otac mrzio nogomet. Gimnaziju je pohađao u Zagrebu. Usporedno sa školovanjem trenirao je u zagrebačkoj Concordiji. Klub ga je posudio zagrebačkoj Šparti. O drugom svjetskom ratu nije govorio, završio je i na Križnom putu od Maribora do Osijeka, gdje su ga izvukli rođaci. Zatim se je zaposlio u Glasu Slavonije. Branio je za Osijek (tadašnju Slavoniju), pa Proleter. Zatim se vratio u splitski Hajduk. U Osijeku se već bio zaposlio u Elektri. Jednog je dana dobio obavijest da je zaposlen u Splitu, u tvrtci Elpohvil. Teško je tad bilo izboriti se za mjesto prvog vratara u Hajduku, u kojem je branio reprezentativni vratar Hrvoje Čulić, pa Stinčić i nadolazeća veličina bio je Vladimir Beara, koji je zaslužan za njegovo povezivanje s etnokoreografijom. Odveo ga je u KUD Jedinstvo, gdje ih je prve korake učila primabalerina splitskog HNK Vojka Ružić.
U plesu se proslavio i po tome je bio najpoznatiji u Splitu. U KUD-ovima Jedinstvo i Filip Dević u folklorna skupina odgojio je stotine plesača.

## Zanimljivosti
Dok je učio ples, skupa s Vladimirom Bearom plesao je u predstavi Ero s onoga svijeta.